# Klasyfikacja medalowa Zimowych Igrzysk Olimpijskich 1976
     zdobywcy co najmniej jednego złotego medalu
     zdobywcy co najmniej jednego srebrnego medalu
     zdobywcy co najmniej jednego brązowego medalu
     państwa bez medalu
     państwa nieuczestniczące w igrzyskach

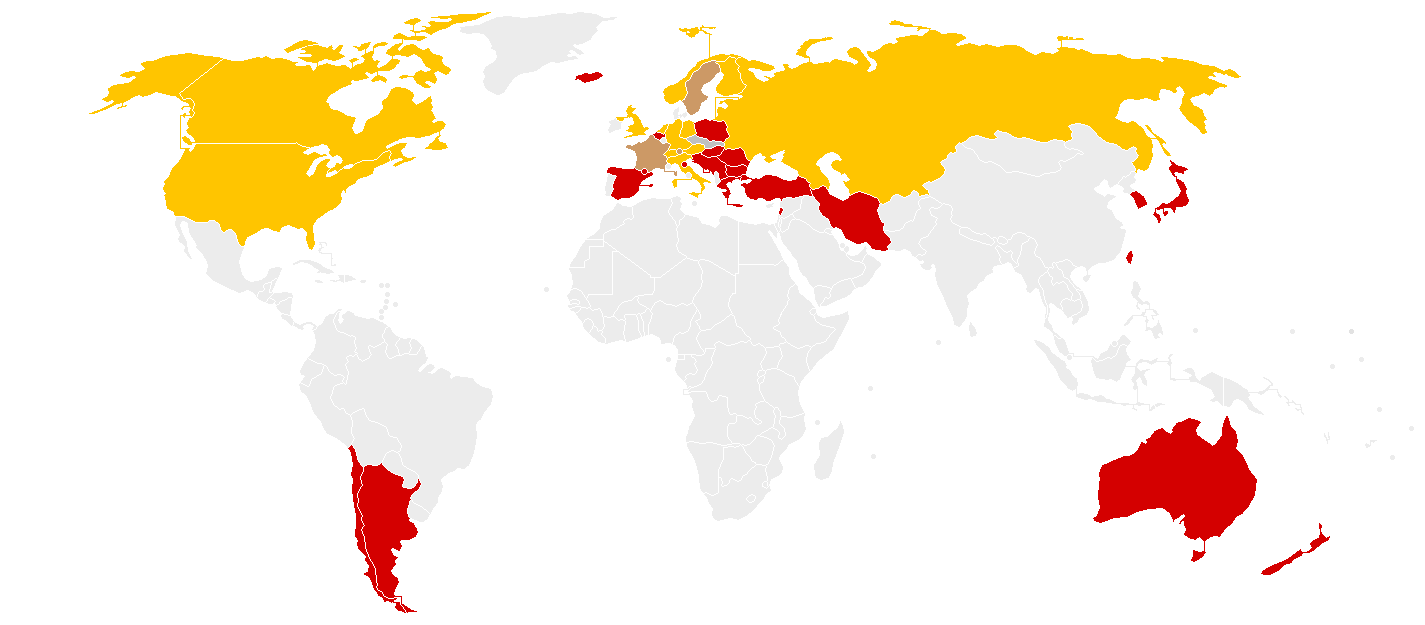
Państwa uczestniczące w Zimowych Igrzyskach Olimpijskich 1976
zdobywcy co najmniej jednego złotego medalu
zdobywcy co najmniej jednego srebrnego medalu
zdobywcy co najmniej jednego brązowego medalu
państwa bez medalu
państwa nieuczestniczące w igrzyskach

Klasyfikacja medalowa Zimowych Igrzysk Olimpijskich 1976 – zestawienie państw, reprezentowanych przez narodowe komitety olimpijskie, uszeregowanych pod względem liczby zdobytych medali na XII Zimowych Igrzyskach Olimpijskich w 1976 roku w Innsbrucku.
O organizację zimowych igrzysk w 1976 roku ubiegały się cztery miasta: Denver, Sion, Tampere i Vancouver. W maju 1970 roku, podczas 70. sesji Międzynarodowego Komitetu Olimpijskiego w Amsterdamie, organizację powierzono Denver. W 1972 roku, w związku z dużymi kosztami organizacji igrzysk olimpijskich, w mieście zostało przeprowadzone referendum, w którym mieszkańcy opowiedzieli się przeciwko wydawaniu publicznych pieniędzy na tę inwestycję. Tydzień po głosowaniu Denver złożyło oficjalną rezygnację z pełnienia funkcji organizatora igrzysk. W poszukiwaniu nowego miasta-gospodarza MKOl zaproponował organizację igrzysk miastu Whistler, jednak spotkało się to ze stanowczą odmową. Chęć organizacji wyraziło Salt Lake City, czemu z kolei sprzeciwił się MKOl. Ostatecznie organizację igrzysk powierzono Innsbruckowi, który nie był nawet wśród miast kandydujących do organizacji igrzysk.
Na igrzyskach w Innsbrucku rozegrano 37 konkurencji w dziesięciu dyscyplinach sportowych, czyli o dwie konkurencje więcej niż na poprzednich zimowych igrzyskach, które odbyły się w 1972 roku w Sapporo. Po raz pierwszy przeprowadzono olimpijską rywalizację w łyżwiarskim biegu mężczyzn na 1000 metrów oraz konkurs par tanecznych w łyżwiarstwie figurowym.
W zawodach olimpijskich wzięło udział 1129 sportowców (897 mężczyzn i 231 kobiet) z 37 narodowych reprezentacji. Pod względem liczby krajów uczestniczących były to rekordowe zimowe igrzyska olimpijskie. Pierwsze występy w zimowych igrzyskach olimpijskich zaliczyły Andora i San Marino. Dla Andory był to zarazem debiut olimpijski, licząc letnie i zimowe starty.
Medalistami zostali reprezentanci 16 państw, co oznacza, że 21 reprezentacji opuściło igrzyska bez medalu. Zwycięzcą klasyfikacji medalowej został Związek Socjalistycznych Republik Radzieckich z dorobkiem 27 medali – 13 złotych, 6 srebrnych i 8 brązowych. Związek Radziecki ustanowił rekord pod względem liczby złotych medali zdobytych w trakcie jednych zimowych igrzysk olimpijskich. Pod względem liczby medali był to najbardziej udany występ ZSRR w zimowych edycjach igrzysk od początku startów tego państwa w igrzyskach olimpijskich. Jednocześnie kraj ten zwyciężył trzecią z rzędu klasyfikację medalową igrzysk olimpijskich, po zimowych i letnich igrzyskach w 1972 roku.
Reprezentacja Austrii, która po raz drugi po 1964 roku wystąpiła w roli gospodarza igrzysk olimpijskich, odnotowała najlepszy występ w zimowych igrzyskach od Grenoble. Osiągnięty przez Austriaków wynik medalowy był jednak znacznie słabszy od poprzednich igrzysk w Innsbrucku. Pierwszy medal olimpijski dla Liechtensteinu zdobyła alpejka Hanni Wenzel w slalomie kobiet. Trzy dni później drugi medal w slalomie mężczyzn zdobył Willi Frommelt, co sprawiło, że występ reprezentantów Liechtensteinu był najbardziej udanym w ich dotychczasowej historii olimpijskiej. Najlepszy występ w zimowych igrzyskach olimpijskich osiągnęli także reprezentanci Niemieckiej Republiki Demokratycznej.
Najlepszy od igrzysk w Grenoble występ olimpijski, licząc letnie i zimowe starty, zaliczyli reprezentanci Norwegii. Dla sportowców ze Stanów Zjednoczonych był to najlepszy zimowy występ od igrzysk w Squaw Valley. Srebrny medal olimpijski w biegu narciarskim na 30 km zdobył reprezentant tego kraju – Bill Koch, zostając pierwszym biegaczem z Ameryki Północnej, który stanął na podium olimpijskim. Najlepsze występy w zimowych igrzyskach od igrzysk w Innsbrucku w 1964 roku odnotowali sportowcy z Finlandii i Wielkiej Brytanii. Dla Brytyjczyków był to jednocześnie pierwszy od 12 lat medal zimowych igrzysk olimpijskich.
Najsłabszy występ olimpijski od igrzysk w Oslo zaliczyli reprezentanci Szwecji. Były to czwarte igrzyska olimpijskie, po letnich w Atenach i Paryżu i zimowych w Oslo, podczas których Szwedzi nie zdobyli ani złotego, ani srebrnego medalu. Dla Francuzów były to natomiast piąte w historii igrzyska bez złota i srebra – wcześniej tak słabe rezultaty uzyskali w Chamonix, Garmisch-Partenkirchen, Oslo i Cortina d’Ampezzo.
Najgorsze starty olimpijskie od 1964 roku uzyskali reprezentanci Czechosłowacji, Holandii i Włoch. Ci pierwsi po raz pierwszy od 12 lat nie zdobyli złotego medalu na igrzyskach olimpijskich. Włosi natomiast po raz pierwszy od zimowych igrzysk w 1960 roku nie mieli ani jednego multimedalisty olimpijskiego.
W porównaniu do poprzednich zimowych igrzysk medali olimpijskich w Innsbrucku nie zdobyli reprezentanci Hiszpanii, Japonii i Polski.
W Innsbrucku 28 sportowców przynajmniej dwukrotnie stanęło na podium olimpijskim, a 19 spośród nich miało na koncie przynajmniej jeden złoty medal. Najbardziej utytułowanymi zawodniczkami, z dwoma złotymi i jednym srebrnym medalem, zostały alpejka Rosi Mittermaier i biegaczka Raisa Smietanina. Najwięcej medali – cztery (po dwa złote i brązowe) – wywalczyła panczenistka Tatjana Awierina.
W trakcie igrzysk u dwojga sportowców testy antydopingowe dały wynik pozytywny. Za stosowanie efedryny brązowy medal za trzecie miejsce w biegu na 5 km kobiet utraciła Galina Kułakowa. Był to pierwszy w historii zimowych igrzysk przypadek odebrania medalu za stosowanie niedozwolonych środków dopingujących. Na dopingu przyłapano również czechosłowackiego hokeistę, Františka Pospíšila, w organizmie którego stwierdzono kodeinę. W efekcie zmieniono wynik meczu Czechosłowacja–Polska i przyznano zwycięstwo walkowerem reprezentacji Polski.

## Klasyfikacja państw
Poniższa tabela przedstawia klasyfikację medalową państw, które zdobyły medale na Zimowych Igrzyskach Olimpijskich 1976 w Innsbrucku, sporządzoną na podstawie oficjalnych raportów Międzynarodowego Komitetu Olimpijskiego. Klasyfikacja posortowana jest najpierw według liczby osiągniętych medali złotych, następnie srebrnych, a na końcu brązowych. W przypadku, gdy dwa kraje zdobyły tę samą liczbę medali wszystkich kolorów, o kolejności zdecydował porządek alfabetyczny.
| Miejsce | Państwo         | Złoto | Srebro | Brąz | Razem |
| ------- | --------------- | ----- | ------ | ---- | ----- |
| 1.      | ZSRR            | 13    | 6      | 8    | 27    |
| 2.      | NRD             | 7     | 5      | 7    | 19    |
| 3.      | USA             | 3     | 3      | 4    | 10    |
| 4.      | Norwegia        | 3     | 3      | 1    | 7     |
| 5.      | RFN             | 2     | 5      | 3    | 10    |
| 6.      | Finlandia       | 2     | 4      | 1    | 7     |
| 7.      | Austria         | 2     | 2      | 2    | 6     |
| 8.      | Szwajcaria      | 1     | 3      | 1    | 5     |
| 9.      | Holandia        | 1     | 2      | 3    | 6     |
| 10.     | Włochy          | 1     | 2      | 1    | 4     |
| 11.     | Kanada          | 1     | 1      | 1    | 3     |
| 12.     | Wielka Brytania | 1     | –      | –    | 1     |
| 13.     | Czechosłowacja  | –     | 1      | –    | 1     |
| 14.     | Liechtenstein   | –     | –      | 2    | 2     |
| 14.     | Szwecja         | –     | –      | 2    | 2     |
| 16.     | Francja         | –     | –      | 1    | 1     |
| Razem   | Razem           | 37    | 37     | 37   | 111   |

## Klasyfikacje według dyscyplin

### Biathlon
W ramach igrzysk w Innsbrucku, tak samo jak cztery lata wcześniej w Sapporo, rozegrano dwie konkurencje biathlonowe – bieg indywidualny na dystansie 20 km oraz bieg sztafetowy 4 × 7,5 km.
W obu konkurencjach zwyciężyli reprezentanci ZSRR. Po raz trzeci z rzędu zdobyli złoty medal w sztafecie. Srebrny i brązowy medal przyznano tym samym krajom, które stanęły na podium w Sapporo – wicemistrzami zostali Finowie, a brązowymi medalistami reprezentanci NRD. Trzech zawodników dwukrotnie stanęło na podium olimpijskim – Nikołaj Krugłow zdobył dwa złote medale, Aleksandr Jelizarow – złoty i brązowy, a Heikki Ikola – dwa srebrne.
| Miejsce | Państwo   | Złoto | Srebro | Brąz | Razem |
| ------- | --------- | ----- | ------ | ---- | ----- |
| 1.      | ZSRR      | 2     | –      | 1    | 3     |
| 2.      | Finlandia | –     | 2      | –    | 2     |
| 3.      | NRD       | –     | –      | 1    | 1     |
| Razem   | Razem     | 2     | 2      | 2    | 6     |

### Biegi narciarskie
Podczas igrzysk w Innsbrucku przeprowadzono siedem konkurencji biegowych – cztery biegi mężczyzn i trzy kobiet. W porównaniu do poprzednich igrzysk zmianie uległa formuła rozgrywania sztafety kobiecej – począwszy od Mistrzostw Świata w Narciarstwie Klasycznym 1974 w zawodach rangi mistrzowskiej zamiast sztafet trzyosobowych zaczęły startować czteroosobowe.
Najwięcej medali zdobyli reprezentanci Związku Radzieckiego, którzy zwyciężyli w czterech konkurencjach, a ponadto wywalczyli dwa srebrne i cztery brązowe medale. Jednym z medalistów został Nikołaj Bażukow – pierwszy w historii radziecki mistrz olimpijski w biegu na 15 km mężczyzn. Sensacyjnym wicemistrzem olimpijskim w biegu na 30 km został Amerykanin Bill Koch, który nie był rozpatrywany w gronie faworytów. Był to pierwszy medal olimpijski w biegach narciarskich zdobyty przez zawodnika z Ameryki Północnej.
Dziesięcioro zawodników przynajmniej dwukrotnie stanęło na podium olimpijskim w Innsbrucku. Najbardziej utytułowaną zawodniczką została Raisa Smietanina, która zdobyła dwa złote i jeden srebrny medal. Trzy medale wywalczyła również Helena Takalo, w dorobku której znalazł się złoty i dwa srebrne medale. Ponadto multimedalistami zostali: Ivar Formo (złoto i srebro), Arto Koivisto, Nikołaj Bażukow, Siergiej Sawieljew, Nina Fiodorowa i Galina Kułakowa (wszyscy złoto i brąz), Jewgienij Bielajew (srebro i brąz) oraz Iwan Garanin (dwa razy brąz).
Trzecia zawodniczka biegu na 5 km, Galina Kułakowa, została zdyskwalifikowana za stosowanie niedozwolonych środków dopingujących. Test antydopingowy wykazał obecność efedryny w organizmie zawodniczki. Brązowy medal biegaczce odebrano, lecz umożliwiono jej starty w kolejnych biegach. Był to pierwszy w historii zimowych igrzysk olimpijskich przypadek, że odebrano medal olimpijski za stosowanie dopingu.
| Miejsce | Państwo   | Złoto | Srebro | Brąz | Razem |
| ------- | --------- | ----- | ------ | ---- | ----- |
| 1.      | ZSRR      | 4     | 2      | 4    | 10    |
| 2.      | Finlandia | 2     | 2      | 1    | 5     |
| 3.      | Norwegia  | 1     | 1      | –    | 2     |
| 4.      | NRD       | –     | 1      | 1    | 2     |
| 5.      | USA       | –     | 1      | –    | 1     |
| 6.      | Szwecja   | –     | –      | 1    | 1     |
| Razem   | Razem     | 7     | 7      | 7    | 21    |

### Bobsleje
Niezmiennie od poprzednich igrzysk, w Innsbrucku odbyły się dwie konkurencje bobslejowe – dwójki i czwórki mężczyzn.
Zwycięzcami obu konkurencji zostali reprezentanci Niemieckiej Republiki Demokratycznej. Były to pierwsze medale olimpijskie dla tego kraju zdobyte w bobslejach. Jednocześnie był to czwarty przypadek w historii, że sportowcy z jednego kraju wygrali obie konkurencje bobslejowe w trakcie jednych igrzysk – wcześniej dokonali tego Amerykanie w Lake Placid w 1932 roku, reprezentanci RFN w Oslo w 1952 roku oraz Włosi w Grenoble w 1968 roku.
Po dwa złote medale olimpijskie zdobyli enerdowscy zawodnicy – Meinhard Nehmer i Bernhard Germeshausen. Ponadto multimedalistami igrzysk, z dorobkiem jednego srebrnego i jednego brązowego medalu, zostali Niemcy Wolfgang Zimmerer i Manfred Schumann oraz Szwajcarzy Erich Schärer i Joseph Benz.
| Miejsce | Państwo    | Złoto | Srebro | Brąz | Razem |
| ------- | ---------- | ----- | ------ | ---- | ----- |
| 1.      | NRD        | 2     | –      | –    | 2     |
| 2.      | RFN        | –     | 1      | 1    | 2     |
| 2.      | Szwajcaria | –     | 1      | 1    | 2     |
| Razem   | Razem      | 2     | 2      | 2    | 6     |

### Hokej na lodzie
Turniej hokejowy mężczyzn rozegrano w dniach 3–14 lutego, wzięło w nim dwanaście reprezentacji. Złoty medal zdobyli hokeiści ze Związku Radzieckiego, srebrny z Czechosłowacji, a brązowy z Republiki Federalnej Niemiec. Był to czwarty z rzędu złoty medal olimpijski dla reprezentacji ZSRR, która pozostawała niepokonana w turniejach olimpijskich od 1964 roku. Z kolei reprezentacja Niemiec zdobyła drugi w historii, po 1932 roku, brązowy medal dla swojego kraju.
W trakcie turnieju w organizmie czechosłowackiego hokeisty, Františka Pospíšila, test antydopingowy wykazał obecność niedozwolonej substancji – kodeiny. W efekcie tego zweryfikowany został wynik meczu Czechosłowacja–Polska z początkowej wygranej Czechosłowacji 7–1 na przegraną walkowerem 0–1.
W turnieju nie wzięli udział hokeiści Kanady i Szwecji, którzy zbojkotowali zawody w proteście przeciwko zakazowi korzystania z profesjonalnych zawodników w turniejach olimpijskich.
| Miejsce | Państwo        | Złoto | Srebro | Brąz | Razem |
| ------- | -------------- | ----- | ------ | ---- | ----- |
| 1.      | ZSRR           | 1     | –      | –    | 1     |
| 2.      | Czechosłowacja | –     | 1      | –    | 1     |
| 3.      | RFN            | –     | –      | 1    | 1     |
| Razem   | Razem          | 1     | 1      | 1    | 3     |

### Kombinacja norweska
Podczas igrzysk w 1976 roku przeprowadzono jedną konkurencję w kombinacji norweskiej – zawody indywidualne, składające się z biegu na 15 km i trzech skoków na normalnej skoczni, z których do noty wliczały się dwie najlepsze próby.
Tytuł mistrza olimpijskiego obronił zwycięzca zawodów olimpijskich w Sapporo – Ulrich Wehling. Reprezentant NRD został drugim dwuboistą w historii, który dwa razy z rzędu zdobył złoto igrzysk olimpijskich w kombinacji norweskiej. Wcześniej dokonał tego Johan Grøttumsbråten w latach 1928–1932. Srebrny medal w Innsbrucku zdobył Urban Hettich z RFN, a brązowy – Konrad Winkler z NRD.
| Miejsce | Państwo | Złoto | Srebro | Brąz | Razem |
| ------- | ------- | ----- | ------ | ---- | ----- |
| 1.      | NRD     | 1     | –      | 1    | 2     |
| 2.      | RFN     | –     | 1      | –    | 1     |
| Razem   | Razem   | 1     | 1      | 1    | 3     |

### Łyżwiarstwo figurowe
W 1976 roku po raz pierwszy odbyły się cztery konkurencje olimpijskie w łyżwiarstwie figurowym. Do dotychczas rozgrywanych konkursów solistów, solistek i par sportowych włączono zawody par tanecznych.
Medalistami zostali reprezentanci sześciu państw. Najbardziej utytułowani zostali łyżwiarze figurowi ze Związku Radzieckiego, w dorobku których znalazły się dwa złote i dwa srebrne medale. Po raz czwarty z rzędu reprezentanci ZSRR zdobyli złoty medal w konkursie par sportowych, a startująca w zawodach Irina Rodnina wywalczyła drugie złoto w karierze. Pierwszy złoty medal olimpijski w konkurencji solistów dla Wielkiej Brytanii zdobył John Curry.
| Miejsce | Państwo         | Złoto | Srebro | Brąz | Razem |
| ------- | --------------- | ----- | ------ | ---- | ----- |
| 1.      | ZSRR            | 2     | 2      | –    | 4     |
| 2.      | USA             | 1     | –      | 1    | 2     |
| 3.      | Wielka Brytania | 1     | –      | –    | 1     |
| 4.      | NRD             | –     | 1      | 2    | 3     |
| 5.      | Holandia        | –     | 1      | –    | 1     |
| 6.      | Kanada          | –     | –      | 1    | 1     |
| Razem   | Razem           | 4     | 4      | 4    | 12    |

### Łyżwiarstwo szybkie
Rywalizacja panczenistów i panczenistek w Innsbrucku liczyła dziewięć konkurencji – cztery biegi kobiet i pięć biegów mężczyzn. Po raz pierwszy do kalendarza igrzysk włączono rywalizację mężczyzn na dystansie 1000 m, pozostałe konkurencje nie uległy zmianie w porównaniu do igrzysk w Sapporo.
Najbardziej utytułowaną zawodniczką igrzysk została Tatjana Awierina. Jako jedyna została dwukrotną mistrzynią olimpijską, a poza tym zdobyła dwa brązowe medale. Była jedyną zawodniczką na igrzyskach w Innsbrucku, która stanęła na podium we wszystkich konkurencjach. Po trzy medale zdobyło jeszcze dwoje zawodników: Sheila Young (po jednym z każdego koloru) i Hans van Helden (trzy brązowe). Multimedalistami zostali ponadto Piet Kleine i Sten Stensen (obaj złoto i srebro) oraz Walerij Muratow (srebro i brąz).
| Miejsce | Państwo  | Złoto | Srebro | Brąz | Razem |
| ------- | -------- | ----- | ------ | ---- | ----- |
| 1.      | ZSRR     | 4     | 2      | 3    | 9     |
| 2.      | USA      | 2     | 2      | 2    | 6     |
| 3.      | Norwegia | 2     | 2      | 1    | 5     |
| 4.      | Holandia | 1     | 1      | 3    | 5     |
| 5.      | Kanada   | –     | 1      | –    | 1     |
| 5.      | NRD      | –     | 1      | –    | 1     |
| Razem   | Razem    | 9     | 9      | 9    | 27    |

### Narciarstwo alpejskie
Niezmiennie od poprzednich igrzysk w kalendarzu olimpijskim zawarto sześć konkurencji alpejskich – zjazd, slalom i slalom gigant kobiet i mężczyzn.
Najbardziej utytułowaną zawodniczką została Rosi Mittermaier, która zdobyła trzy medale – dwa złote i jeden srebrny. Niemka była jedyną zawodniczką, która w Innsbrucku więcej niż raz stanęła na podium olimpijskim w narciarstwie alpejskim. Medale zdobyli reprezentanci dziewięciu państw. Więcej niż jeden medal zdobyły reprezentacje RFN, Włoch, Szwajcarii, Austrii i Liechtensteinu.
Podczas zjazdu mężczyzn Franz Klammer ustanowił nowy rekord świata w prędkości przejazdu, uzyskując średnio 102,828 km/h. Wynik ten pozostał niepokonany aż do 1994 roku. Klammer pokonał drugiego w klasyfikacji, Bernharda Russiego, o 33 sekundy.
Brązowa medalistka w slalomie kobiet, Hanni Wenzel, została pierwszą w historii zdobywczynią medalu olimpijskiego startującą w barwach Liechtensteinu. Trzy dni po zdobyciu przez nią medalu, drugi brąz dla tego kraju zdobył Willi Frommelt w slalomie mężczyzn.
| Miejsce | Państwo       | Złoto | Srebro | Brąz | Razem |
| ------- | ------------- | ----- | ------ | ---- | ----- |
| 1.      | RFN           | 2     | 1      | –    | 3     |
| 2.      | Włochy        | 1     | 2      | 1    | 4     |
| 3.      | Szwajcaria    | 1     | 2      | –    | 3     |
| 4.      | Austria       | 1     | 1      | –    | 2     |
| 5.      | Kanada        | 1     | –      | –    | 1     |
| 6.      | Liechtenstein | –     | –      | 2    | 2     |
| 7.      | Francja       | –     | –      | 1    | 1     |
| 7.      | Szwecja       | –     | –      | 1    | 1     |
| 7.      | USA           | –     | –      | 1    | 1     |
| Razem   | Razem         | 6     | 6      | 6    | 18    |

### Saneczkarstwo
Skład konkurencji saneczkarskich podczas zmagań olimpijskich w Innsbrucku nie zmienił się w porównaniu do poprzednich igrzysk. Saneczkarze rywalizowali zatem w trzech konkurencjach – jedynkach mężczyzn, jedynkach kobiet i dwójkach mężczyzn.
Złote medale we wszystkich trzech konkurencjach zdobyli reprezentanci Niemieckiej Republiki Demokratycznej, ponadto wywalczyli po jednym srebrnym i brązowym medalu. Na podium olimpijskim trzykrotnie stanęli ponadto reprezentanci Republiki Federalnej Niemiec, a raz Austrii. Jedynym saneczkarzem, który zdobył dwa medale w Innsbrucku, był Hans Rinn – złoty medalista w dwójkach i brązowy w jedynkach.
| Miejsce | Państwo | Złoto | Srebro | Brąz | Razem |
| ------- | ------- | ----- | ------ | ---- | ----- |
| 1.      | NRD     | 3     | 1      | 1    | 5     |
| 2.      | RFN     | –     | 2      | 1    | 3     |
| 3.      | Austria | –     | –      | 1    | 1     |
| Razem   | Razem   | 3     | 3      | 3    | 9     |

### Skoki narciarskie
W kalendarzu igrzysk olimpijskich w 1976 roku, niezmiennie od poprzednich igrzysk, znalazły się dwa konkursy skoków narciarskich – na dużej i normalnej skoczni. Tak samo, jak podczas rywalizacji w 1964 roku, konkursy odbyły się na Toni-Seelos-Olympiaschanze w Seefeld (skocznia normalna) oraz na Bergisel w Innsbrucku (skocznia duża).
Konkurs na skoczni normalnej wygrał Hans-Georg Aschenbach, srebrny medal zdobył Jochen Danneberg, a brązowy Karl Schnabl. Ten ostatni został mistrzem olimpijskim na dużym obiekcie. Wicemistrzem w drugim konkursie został najmłodszy skoczek narciarski biorący udział w zawodach – Toni Innauer, a brązowym medalistą Henry Glaß. Karl Schnabl został pierwszym w historii Austriakiem, który zdobył złoto olimpijskie w skokach narciarskich.
W pierwszej serii konkursu na normalnej skoczni w Seefeld Hans-Georg Aschenbach ustanowił rekord obiektu, uzyskując 84,5 m. Był to rezultat o 4 m dłuższy od dotychczasowego rekordu, uzyskanego na igrzyskach w 1964 roku przez Josefa Matouša.
| Miejsce | Państwo | Złoto | Srebro | Brąz | Razem |
| ------- | ------- | ----- | ------ | ---- | ----- |
| 1.      | Austria | 1     | 1      | 1    | 3     |
| 1.      | NRD     | 1     | 1      | 1    | 3     |
| Razem   | Razem   | 2     | 2      | 2    | 6     |

## Multimedaliści
28 sportowców zdobyło w Innsbrucku więcej niż jeden medal, a 19 spośród nich wywalczyło przynajmniej jedno złoto. Najwięcej – ośmioro – multimedalistów startowało w barwach Związku Radzieckiego. Ośmioro z multimedalistów stawało na podium olimpijskim w biegach narciarskich, czworo w łyżwiarstwie szybkim, po dwóch w bobslejach i biathlonie, a po jednym w narciarstwie alpejskim, saneczkarstwie i skokach narciarskich.
Najwięcej medali – cztery – zdobyła reprezentantka ZSRR w łyżwiarstwie szybkim, Tatjana Awierina. Dwukrotnie została mistrzynią olimpijską, dodatkowo zdobyła dwa brązowe medale. W indywidualnej klasyfikacji medalowej lepsze od niej były jednak niemiecka alpejka – Rosi Mittermaier oraz radziecka biegaczka – Raisa Smietanina. Obie zdobyły po dwa złote i po jednym srebrnym medalu. Trzykrotnie na podium olimpijskim stanęli również fińska biegaczka – Helena Takalo, amerykańska panczenistka – Sheila Young oraz holenderski panczenista – Hans van Helden.
Poniższa tabela przedstawia indywidualne zestawienie multimedalistów Zimowych Igrzysk Olimpijskich 1976, czyli zawodników i zawodniczek, którzy zdobyli więcej niż jeden medal olimpijski na tych igrzyskach, w tym przynajmniej jeden złoty.
| Miejsce | Zawodnik              | Państwo   | Dyscyplina            | Złoto | Srebro | Brąz | Razem |
| ------- | --------------------- | --------- | --------------------- | ----- | ------ | ---- | ----- |
| 1.      | Rosi Mittermaier      | RFN       | narciarstwo alpejskie | 2     | 1      | –    | 3     |
| 1.      | Raisa Smietanina      | ZSRR      | biegi narciarskie     | 2     | 1      | –    | 3     |
| 3.      | Tatjana Awierina      | ZSRR      | łyżwiarstwo szybkie   | 2     | –      | 2    | 4     |
| 4.      | Bernhard Germeshausen | NRD       | bobsleje              | 2     | –      | –    | 2     |
| 4.      | Nikołaj Krugłow       | ZSRR      | biathlon              | 2     | –      | –    | 2     |
| 4.      | Meinhard Nehmer       | NRD       | bobsleje              | 2     | –      | –    | 2     |
| 7.      | Helena Takalo         | Finlandia | biegi narciarskie     | 1     | 2      | –    | 3     |
| 8.      | Sheila Young          | USA       | łyżwiarstwo szybkie   | 1     | 1      | 1    | 3     |
| 9.      | Ivar Formo            | Norwegia  | biegi narciarskie     | 1     | 1      | –    | 2     |
| 9.      | Piet Kleine           | Holandia  | łyżwiarstwo szybkie   | 1     | 1      | –    | 2     |
| 9.      | Sten Stensen          | Norwegia  | łyżwiarstwo szybkie   | 1     | 1      | –    | 2     |
| 12.     | Nikołaj Bażukow       | ZSRR      | biegi narciarskie     | 1     | –      | 1    | 2     |
| 12.     | Nina Fiodorowa        | ZSRR      | biegi narciarskie     | 1     | –      | 1    | 2     |
| 12.     | Aleksandr Jelizarow   | ZSRR      | biathlon              | 1     | –      | 1    | 2     |
| 12.     | Arto Koivisto         | Finlandia | biegi narciarskie     | 1     | –      | 1    | 2     |
| 12.     | Galina Kułakowa       | ZSRR      | biegi narciarskie     | 1     | –      | 1    | 2     |
| 12.     | Hans Rinn             | NRD       | saneczkarstwo         | 1     | –      | 1    | 2     |
| 12.     | Siergiej Sawieljew    | ZSRR      | biegi narciarskie     | 1     | –      | 1    | 2     |
| 12.     | Karl Schnabl          | Austria   | skoki narciarskie     | 1     | –      | 1    | 2     |